# شمس‌الدین حارثی
شیخ شمس الدین محمد ابن احمد ابن عبدالله ابن داود ابن محمد ابن علی هاشمی حارثی (به عربی: شمس الدین الحارثی) (زاده ۶۰۵ - درگذشته ۶۵۵ هجری خورشیدی) از سخنران‌های مشهور حنفی و شاعر بوده‌است. وی در سال ۶۰۵ هجری خورشیدی (۱۲۲۶ میلادی) در بغداد چشم به جهان گشود.